# Liste der Kulturdenkmäler in Huchting
In der Liste der Kulturdenkmäler in Huchting sind alle Kulturdenkmäler des Bremer Stadtteils Huchting aufgelistet.
Grundlage ist die vom Landesamt für Denkmalpflege Bremen (LfD) veröffentlichte Landesdenkmalliste. Die amtlichen Daten wurden direkt aus einem Export der Denkmaldatenbank beim LfD 
mit dem Stand von Mai 2025 übernommen.

## Hinweise
Weitere Erläuterungen zum Aufbau dieser Liste und zu ihrem Inhalt bietet die Seite Inhalte der Tabellen.
Die anklickbare Karte rechts leitet zu den Listen der anderen Stadtteile. Auf der Übersichtsseite befindet sich eine größere Karte.
Wichtig für Autoren:  Links zu Artikeln oder Architekten sowie Bilder oder Koordinaten der Objekte auch/nur in die Ergänzungsliste eintragen, da die Tabelle mittels Datentechnik erstellt wird. Änderungen in der Tabelle von Hand werden sonst beim nächsten Update überschrieben.
|  | Mit dem Bremer Express-Upload können Bilder mit automatischer Zuordnung zu den Objekten auf Commons hochgeladen werden. Bitte dazu auf das Kamera-Symbol in der jeweiligen Tabellenzeile klicken. Eine Kurzinformation bietet diese Projektseite. |

## Denkmalliste Huchting
| Objekt                                        | Typ                                                | Baujahr                    | Architekt/Künstler | Adresse                                               | Koordinaten Wikidata | Art? | Objekt-Nr.? | Bild |
| --------------------------------------------- | -------------------------------------------------- | -------------------------- | --- | ----------------------------------------------------- | -------------------- | ---- | ----------- | ---- |
| Altes Huchtinger Siel, Altes Huchtinger Fleet | Sielanlage                                         | 18. Jahrhundert            | | Brokhuchtinger Landstraße, Ortkampsweg                | Lage Q41625369       | ED   | 0046        |      |
| St. Lukas Kirche                              | Kirche, Kirche ev.                                 | 1962–1964                  | Schröck, Carsten Mitzlaff, Erhart                                                                                        | Am Vorfeld 37                                         | Lage Q1688428        | ED   | 0079        |      |
| Hitlerjugendheim Huchting                     | Schulgebäude                                       | 1939                       | Heuer, Friedrich | Obervielander Straße 80–82                            | Lage Q134613472      | ED   | 2602        |      |
| Dietrich-Bonhoeffer-Gemeindezentrum           | Kirche, Gemeindezentrum                            | 1966–1971                  | Schröck, Carsten Otto, Frei                                                                                              | Luxemburger Straße 29 Heinrich-Plett-Allee 27         | Lage Q62055487       | ED   | 3950        |      |
| Volksschule Grolland                          | Schule                                             | 1950–1951, 1958            | Krajewski, Hans / Hotzen Wigger, Walter                                                                                  | Brakkämpe 4                                           | Lage Q77312746       | ED   | 4457        |      |
| Meybohmsche Mühle                             | Mühle, Industriebau                                | 1909 1959                  | | Alte Heerstraße 12                                    | Lage Q106702517      | ED   | 4478        |      |
| Historischer Dorfkern Kirchhuchting           | Kirche, Kirchhof, Schule, Wohnhaus, Gastwirtschaft |                            | | Kirchhuchtinger Landstraße 26, 28, 30 Alter Dorfweg 1 | Q124986930           | DG   | 5428        |      |
| St. Georg-Kirche                              | Kirche, Kirche ev.                                 | 1878–1879 1952, 1963, 1991 | Oetken, Hermann Schröck, Carsten Torger, Will Rohde, Georg K. Schreiter, Gerhard Gildemeister, Eduard / Deetjen, Henrich | Kirchhuchtinger Landstraße 26 Alter Dorfweg           | Lage Q1277622        | ED   | 0672        |      |
| Wohnhaus Alter Dorfweg 1                      | Wohnhaus                                           | 1907                       | Köppe | Alter Dorfweg 1                                       | Lage Q124986957      | BT   | 4460        |      |
| Dorfkrug Kirchhuchting                        | Gastwirtschaft                                     | 1867 1894                  | | Kirchhuchtinger Landstraße 30                         | Lage Q124986968      | BT   | 4468        |      |
| Kirchhuchtinger Schule                        | Schule                                             | 1853 1883, 1907            | | Kirchhuchtinger Landstraße 28                         | Lage Q124987015      | BT   | 4470        |      |

Anzahl der Objekte in Huchting (Bremen): 11, davon mit Bild: 3 (27 %).